# كاترينا فالينتي
كاترينا فالينتي (بالفرنسية: Caterina Valente)‏ هي مغنية وعازفة قيثارة وممثلة فرنسية وإيطالية، ولدت في 14 يناير 1931 في باريس في فرنسا. من الجوائز التي نالتها جائزة رومي ‏.

## جوائز
- جائزة رومي [الإنجليزية]‏

## وصلات خارجية
- الموقع الرسمي
- كاترينا فالينتي على موقع IMDb (الإنجليزية)
- كاترينا فالينتي على موقع مونزينجر (الألمانية)
- كاترينا فالينتي على موقع ميوزك برينز (الإنجليزية)
- كاترينا فالينتي على موقع أول موفي (الإنجليزية)
- كاترينا فالينتي على موقع قاعدة بيانات الأفلام السويدية (السويدية)
- كاترينا فالينتي على موقع أول ميوزيك (الإنجليزية)
- كاترينا فالينتي على موقع ديسكوغز (الإنجليزية)
- كاترينا فالينتي على موقع قاعدة بيانات الفيلم (الإنجليزية)
- كاترينا فالينتي على موقع كينوبويسك (الروسية)